# Givʿat Schmuel
Givʿat Schmuʾel (hebräisch גִּבְעַת שְׁמוּאֵל ‚Hügel Samuels‘, auch Givʿat Schemuʾel) ist eine Stadt in der Scharonebene im Zentrum Israels, umgeben von den größeren Städten Ramat Gan, Bnei Brak, Kiryat Ono und Petach Tikwa. Sie liegt im Gusch Dan, dem Metropolbereich von Tel Aviv. Die Fläche ist zu einem Drittel bebaut, die restlichen zwei Drittel werden landwirtschaftlich genutzt.

## Geschichte
Die Stadt wurde im Jahre 1942 von einer Gruppe von Einwanderern aus Rumänien unter der Leitung von Schmuʾel Pineles, einem der bedeutendsten Aktivisten der zionistischen Bewegung in Rumänien, gegründet und erhielt nach ihm ihren Namen. In den ersten Jahren ließen sich viele jüdische Einwanderer aus Marokko in Givʿat Schmuʾel nieder. 1949 wurde Givʿat Schmuʾel als Gemeinde (Local Council) konstituiert. In den letzten Jahren hat die Stadt ein starkes Wachstum durchlaufen und ihre Bevölkerung zwischen 1998 und 2005 verdoppelt.
In den ersten Jahren ihres Bestehens wurde die Stadt von der Arbeiterpartei ʿAvoda regiert. Der deutschstämmige Bürgermeister Yaʿacov „Jankele“ Wismonski, der von 1973 bis 1993 Bürgermeister Givʿat Schmuʾels war, begründete 1987 eine Partnerschaft mit der Hansestadt Stade in Niedersachsen.
Seit den 1990er Jahren wurde die Stadt von der Likud-Partei unter Bürgermeister Zamir Ben-Ari regiert, der allerdings 2005 zur neuen Kadima-Partei des damaligen Ministerpräsidenten Ariel Scharon übertrat. Im November 2008 wurde Yossi Brodny zum neuen Bürgermeister Givʿat Schmuʾels gewählt. Er trat bei der Wahl als Kandidat einer Wählergemeinschaft an.
In den letzten Jahren wurde eine Fusion mit der Nachbarstadt Petach Tikwa diskutiert. Mit der Verleihung des Stadtrechtes durch das israelische Innenministerium am 5. November 2007 steht diese Frage nun nicht mehr auf der Tagesordnung.

## Bevölkerung
Givʿat Schmuʾel hatte 2018 26.023 Einwohner. Die Bevölkerung ist heterogen und stellt die ethnische, soziale und wirtschaftliche Vielfalt, die in Israel zu finden ist, dar. Verglichen mit dem Durchschnittsalter der Einwohner Israels ist die Bevölkerung von Givʿat Schmuʾel jung. Das Bevölkerungswachstum beträgt 2,6 %.
Da es in der Stadt nur wenige gewerbliche Arbeitsplätze gibt, pendeln die meisten Erwerbstätigen nach Tel Aviv.
→ Die Ergebnisse der Volkszählungen siehe unter Tabelle der Stadtverwaltungen

## Bürgermeister
- Joseph „Yossi“ Brodny seit 2008 Freie Wählergemeinschaft
- Zamir Ben-Ari 1993–2008 Kadima
- Yaʿacov „Jankele“ Vismonski 1976–1993 Arbeiterpartei

## Bildungswesen
64 Prozent der Schüler beenden das Gymnasium mit Erfolg und erhalten das staatliche Reifezeugnis. 30 Prozent der Einwohner sind Akademiker, Givʿat Schmuʾel steht hinsichtlich des Bildungsniveaus seiner Jugendliche an der zweiten Stelle in Israel.
Givʿat Schmuʾel liegt direkt neben der Bar-Ilan-Universität in Ramat Gan, die als eine der besten des Landes gilt. Außerdem gibt es zehn Synagogen, ein Kulturzentrum, 24 Kindergärten und zwei moderne Schulen, ferner zwei Jugendclubs, in denen etwa 1500 Jugendliche in Sport-, Bewegungs- und Werkgruppen und in gesellschaftlicher Jugendbewegungstätigkeit aktiv sind. Daneben ist eine Musikschule und eine Basketballschule vorhanden.
Mit der deutschen Partnerstadt Stade findet ein regelmäßiger Jugendaustausch statt.

## Sport
Givʿat Schmuʾel ist Heimat eines der besten Basketball-Teams in Israel, den „Macabbi Givʿat Schmuʾel“. Ein nicht geringer Teil des städtischen Haushaltes wird für das Sponsoring des Teams aufgewendet.

## Partnerstädte
- Stade, Niedersachsen, Deutschland, seit 1987
- Gołdap, (Polen)
- Dubna, Russland